# Caterina Cialfi
Caterina Cialfi (Milano, 17 agosto 1995) è un'ex pallavolista italiana, di ruolo palleggiatrice.

## Carriera
La carriera di Caterina Cialfi inizia nelle giovanili della Pro Patria Milano per poi passare nella stagione 2012-13 al Busto Arsizio, in Serie B1: tuttavia nel corso dell'annata ottiene anche qualche convocazione in prima squadra, in Serie A1.
Nella stagione 2013-14 viene ingaggiata dal Towers di Breganze, in Serie A2, a cui resta legata per due annate, per poi ritornare, nella stagione 2015-16 al club di Busto Arsizio, nella massima divisione del campionato italiano.
Per la stagione 2017-18 viene ingaggiata nella Futura Giovani in Serie B2, conquistando nello stesso anno la promozione in Serie B1: viene confermata anche per la stagione successiva, al termine della quale ottiene la seconda promozione consecutiva approdando in Serie A2, categoria dove milita con lo stesso club nella stagione 2019-20.
Nell'annata 2020-21 torna a disputare il campionato di Serie B1, ingaggiata dall'Alba, con il quale conquista una nuova promozione in Serie A2.
Il 23 marzo 2022, in occasione dell'ultima partita della stagione, annuncia l'addio alla pallavolo giocata.